# 1.ª Asa de Caça

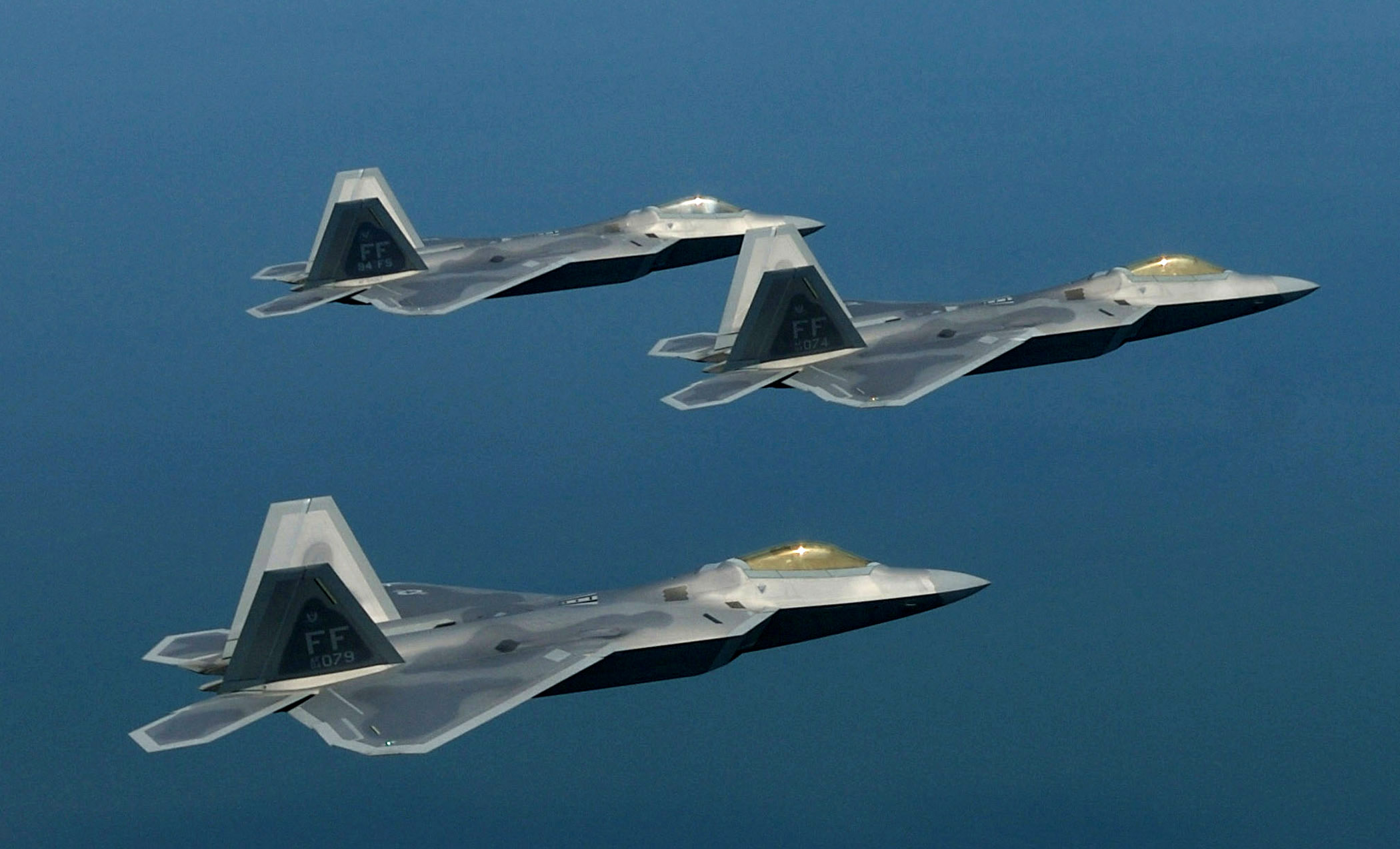
Caças do 1ª Asa da força aérea dos Estados Unidos.

A 1ª Asa de Caça (1 FW) é uma asa da Força Aérea dos Estados Unidos (USAF) subordinada ao Comando de Combate Aéreo da Nona Força Aérea. Está colocada na Base aérea de Langley, onde é apoiada pela 633rd Air Base Wing.
O 1º Grupo de Operações (1 OG) é um sucessor do 1º Grupo de Caça, um dos 15 grupos de combate aéreo originais formado pelo Exército dos Estados Unidos antes da Segunda Guerra Mundial. O 1 OG é a mais antiga unidade de combate aéreo da Força Aérea dos Estados Unidos, com as suas origens a datar da Primeira Guerra Mundial.
Esta asa foi inicialmente parte do Comando Aéreo Táctico, formado em March Field, na Califórnia, em 1947, e foi uma das primeiras asas a serem equipadas com o North American F-86 Sabre, em Fevereiro de 1949. Durante um breve período, fez parte do Comando Aéreo Estratégico em 1950 e providenciou defesa aérea da parte superior do midwest até voltar para o Comando Aéreo Táctico em 1970. A 1 FW foi a primeira asa operacional a ser equipada com o F-15A/B Eagle em 1976; e, em 2005, também a primeira equipada com o Lockheed Martin F-22A Raptor, um caça de superioridade aérea, sendo actualmente responsável por um terço de todos os F-22 da USAF.